# Vịt Golden Cascade
Vịt Golden Cascade là một giống vịt nhà được phát triển tại Hoa Kỳ. Năm 1979, David Holderread tại Corvallis, Oregon bắt đầu nuôi một con vịt phát triển nhanh, năng động, đẻ trứng tốt và có đặc điểm dị hình giới tính. Vào giữa những năm 1980, Golden Cascade được giới thiệu ra thị trường. Hiện tại, giống vịt này vẫn chưa được chấp nhận, theo tiêu chuẩn Hoàn hảo về giống của Hiệp hội Gia cầm Hoa Kỳ.
Vịt Golden Cascade sở dĩ có cái tên này vì giống vịt này có màu vàng, và Dãy núi Cascade nổi bật ở vùng Tây Bắc nước Mỹ. Giống vịt này có trọng lượng từ 6 đến 8 cân Anh (khoảng từ 2,7 đến 3,6 kg). Vịt cái có bộ lông màu nâu vàng hoặc vàng da bò và mỏ màu cam với các mảng màu nâu. Vịt đực có mỏ màu vàng, đầu màu xanh lá cây Satin hoặc đồng, có vòng trắng trên cổ, ngực màu đỏ và phần thân dưới màu trắng. Cổ họng có thể có màu ánh sáng màu nâu vàng nhạt. Vịt đực gùa cũ hơn có thể rụng lông biến thành bộ lông màu vàng nâu hay màu vàng da bò bao gồm cả phần đầu và cơ thể nhưng vịt đực năm đầu tiên thường có màu lông trên ngực là màu nâu hạt dẻ và màu vàng da bò cổ điển đến trắng ở vai, hai bên và bụng. Các con vịt có thể được lai tạo để tự động thực hiện hành vi dị hình giới tính khi chúng mang gen liên kết giới tính có màu nâu.